# De Dingen
De Dingen of Dingen is een gehucht in de gemeente Het Hogeland in de provincie Groningen. Het ligt direct ten zuiden van Baflo en telt eigenlijk slechts een boerderij ('Dingen').

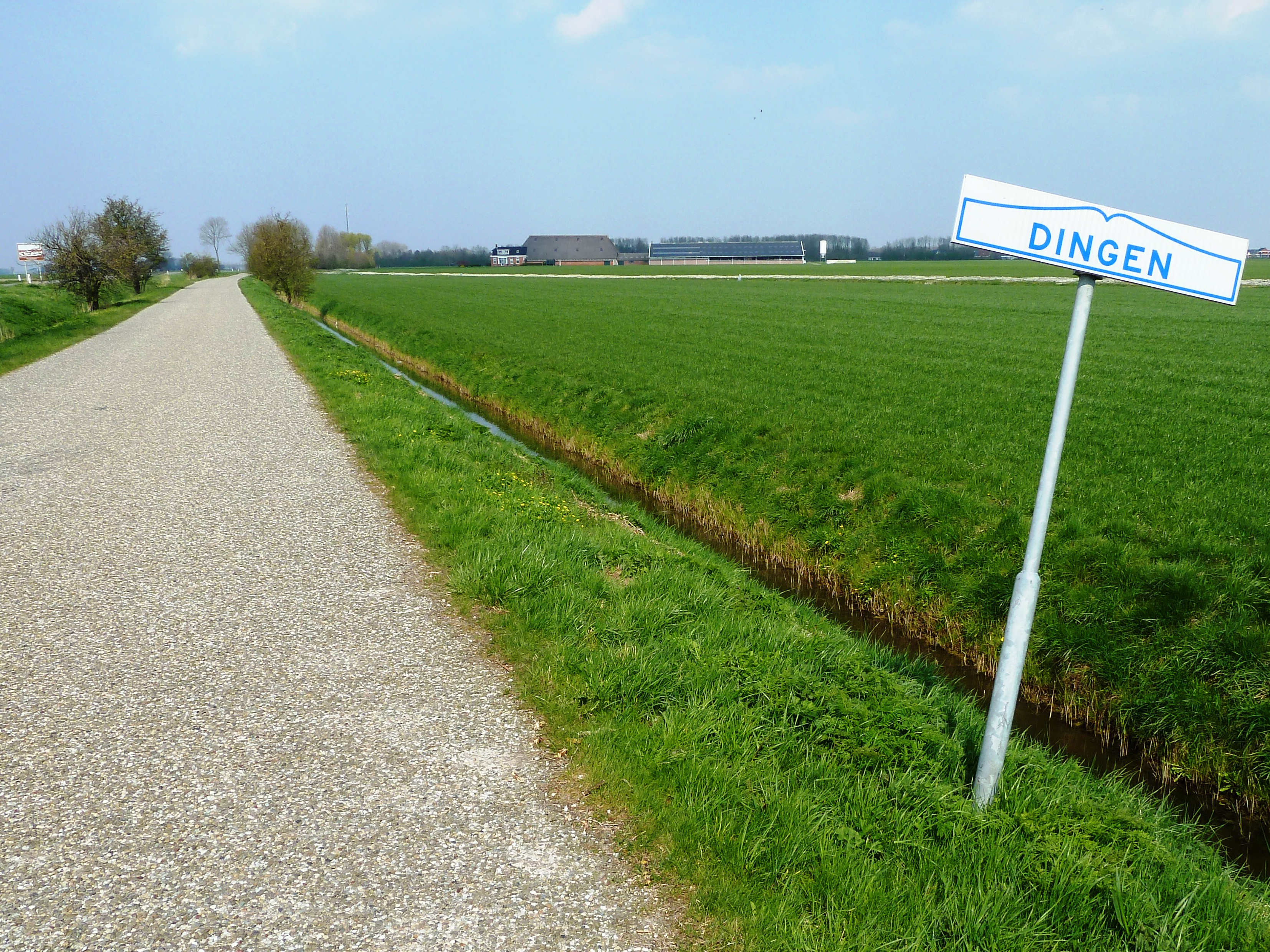
Naambordje van Dingen met in het midden boerderij Dingen en links de N363.

De oude naam was Dyngum, mogelijk afgeleid van dynge, dat volgens de taalkundige Wobbe de Vries 'braakland' betekent. Dit woord komt ook voor in de plaatsnaam Huizinge (Husdingun) (11e eeuw) en als perceelsnaam up den Dyngen of uppa Dyngum in de omgeving van Wadwerd bij Usquert (1452, 1469). De historicus Obe Postma wijst daarentegen op het werkwoord dingen, dat 'rechtspreken' betekent. Daarvan afgeleid is mogelijk de betekenis 'kijfland, omstreden land'. In de betekenis van 'gerichtplaats' komt het woord voor in het buurtje Dingeweg tussen Uithuizen en Uithuizermeeden, in de boerderij Dinghweer (Dingeweer) bij Hemert en in de boerderij Dingstee aan het Usquerdermaar ten westen van Rottum.
Bij De Dingen lag vroeger een van de Meymaheerden, die in 1481 werd geschonken aan de kalendebroeders uit Baflo, zodat deze er zielmissen voor het geslacht Meyma konden houden. In 1550 werd deze heerd door de kalenderbroeders weer terugverkocht aan jonker Johan de Mepsche tho Meyma. Een groot deel van de gronden van Dingen behoorden in de middeleeuwen toe aan het Klooster Selwerd en later aan het adellijke geslacht Von Inn- und Kniphausen.
Ten zuiden van boerderij Dingen stond vroeger nog een boerderij, die echter werd afgebroken in de jaren 1980. Ten zuidoosten van de boerderij ligt boerderij Sasma, waarvan de naam een verwijzing is naar de vroegere borg Sassema (of Sasma) ten oosten van Dingen.
Hoofdplaats: Uithuizen

Dorpen: Adorp · Den Andel · Baflo · Bedum · Eenrum · Eppenhuizen · Hornhuizen · Houwerzijl · Kantens · Kloosterburen · 't Lage van de Weg · Lauwersoog · Leens · Leenstertillen · Lutjewolde · Mensingeweer · Molenrij · Niekerk · Noordwolde · Oldenzijl · Onderdendam · Onderwierum · Oosteinde · Oosternieland · Pieterburen · Rasquert · Rodewolt · Roodeschool · Rottum · Saaxumhuizen · Sauwerd · Startenhuizen (deels) · Stitswerd · Tinallinge · Uithuizermeeden · Ulrum · Usquert · Vliedorp · Vierhuizen · Warffum · Warfhuizen · Wehe-den Hoorn · Westerdijkshorn · Westernieland · Wetsinge · Winsum · Zandeweer · Zoutkamp · Zuidwolde · Zuurdijk

Buurtschappen, gehuchten, wierden en buurten: 1e Nijhoezen · 2e Nijhoezen · 't Aagt · Abbeweer · Alinghuizen · Arwerd · Barnegaten · Bellingeweer · Bethlehem · Beusum · Bokum · Breede · Broek · Het Bultje · De Dingen · De Raken · De Vennen · Den Haver · Deikum · Doodstil · Douwen · Duisterwinkel · Eelswerd · Eemshaven · Elens · Ellerhuizen · Ernstheem · Ewer · Grijssloot · Groot Maarslag · Groot Wetsinge · De Haar · Hammeland · Den Hander · Harssens · Hefswal · Hekkum · Helwerd · Heuvelderij · Hiddingezijl · Holwinde · De Hoogte · De Horn · De Houw · 't Houweel · De Hucht · Kaakhorn · Katershorn · Kattenburg · Klei · Kleine Huisjes · Klein Garnwerd · Klein Maarslag · Klein Wetsinge · Kolham · Koningslaagte · Koningsoord · De Knijp · Kruisweg · Lutje Marne · Lutke Saaxum · Maarhuizen · (Marnehuizen) · Menkeweer · Menneweer · Midhalm · Midhuizen · Mollenhuizen · Nijenklooster · Noordpolder · Noordpolderzijl · Obergum · Oldenzijl · Oldorp · Oosterhorn · Oosterhuizen (Eenrum) · Oosterhuizen (Zuidwolde) · Oudedijk · Oudeschip · Paapstil · Panser · Plattenburg · Polen · Ranum · Reidland · Roodehaan · Schapehals · Schaphalsterzijl · Schilligeham · Schouwen · Schouwerzijl · Sint Annerhuisjes · 't Stort · De Streek · Takkebos · Ter Laan · Tijum · Valcum · Valom · Wadwerd · Walsweer · Westerhorn (De Marne) · Westerhorn (Hogeland) · Westerklooster · Westpolder · Wierhuizen · Wierum · 't Wildeveld · Willemsstreek · Zevenhuizen